# Cincloramphus cruralis
Cincloramphus cruralis е вид птица от семейство Locustellidae.

## Разпространение
Видът е разпространен в Австралия.